# Compilatiespel
Een compilatiespel is een verzameling computerspellen die uit meerdere titels bestaat. Dit type aanbieding kan samen gaan met andere commerciële promoties, zoals de verkoop van een spelconsole of tijdschrift.

## Beschrijving
Uitgevers van spellen brengen de compilatiespellen vaak onder verschillende namen op de markt, zoals Anthology, Best Of, Collection, Collector's Edition, Deluxe, Limited Edition, Gold of Greatest Hits.
De inhoud van compilatiespellen kunnen gevarieerd zijn, men kan denken aan een reeks van verschillende titels in hetzelfde genre of meerdere spellen uit een gelijke spelserie. Ook zijn nooit eerder uitgebrachte titels mogelijk.
Het samenstellen van een compilatiespel kan aanvullend werk vereisen om een goede compatibiliteit of verbeterde graphics met recente hardware te garanderen.
De verkoop van compilatiespellen kan indrukwekkend zijn: zo overschreed de Angry Birds Trilogy in 2013 meer dan een miljoen verkochte exemplaren. Bovendien kan de integratie van een onbekend of zeldzaam spel in een compilatiebundel ook bijdragen aan het succes.

## Voorbeelden
- Activision Anthology
- Arcade Classics
- Arcade's Greatest Hits: The Atari Collection 1
- Capcom Classics Collection
- Computer Classics
- Grand Theft Auto: The Trilogy - The Definitive Edition
- Jump & Run Classics
- Konami Arcade Classics
- Midway Arcade Classics
- Midway Arcade Treasures
- Midway Arcade Treasures 2
- Midway Arcade Treasures 3
- Midway Arcade Treasures Deluxe Edition
- Midway Arcade Treasures: Extended Play
- Midway's Greatest Arcade Hits Volume I
- Midway's Greatest Arcade Hits Volume 2
- Namco Anthology 1
- Namco Anthology 2
- Namco Museum Battle Collection
- Namco Museum Encore
- Namco Museum Remix

- Namco Museum Vol. 1
- Namco Museum Vol. 2
- Namco Museum Vol. 3
- Namco Museum Vol. 4
- Namco Museum Vol. 5
- Pac-Man Collection
- Sega Ages
- Sega Mega Drive Classics
- Sega Mega Drive Collection
- SNK Arcade Classics Vol. 1
- Sonic Classics
- Sonic Compilation
- Sonic Jam
- Sonic & Knuckles Collection
- Sonic Mega Collection
- Sonic Mega Collection Plus
- Sonic Hits Collection
- Sonic's Ultimate Mega Drive Collection
- Williams Arcade Classics